# Hans Christian Röhl
Hans Christian Röhl (* 1964 in Kiel) ist ein deutscher Jurist und Hochschullehrer an der Universität Konstanz.

## Leben
Röhl wurde als Sohn des Hochschullehrers Klaus Friedrich Röhl und dessen Frau Sabine Röhl 1964 in Kiel geboren. Er studierte Maschinenbau und Rechtswissenschaften an den Universitäten München, Heidelberg und Bonn. Seit 1985 ist er Mitglied des Corps Suevia Heidelberg. 1989 legte Röhl in Heidelberg sein Erstes Juristisches Staatsexamen ab, 1994 folgte das Zweite. Bereits ein Jahr zuvor, 1993, promovierte er in Heidelberg unter Eberhard Schmidt-Aßmann zum Dr. jur. Nach seinem Zweiten Examen wurde Röhl Schmidt-Aßmanns Assistent am Heidelberger Institut für deutsches und europäisches Verwaltungsrecht. 2002 habilitierte Röhl sich in Heidelberg mit der Schrift Verwaltung durch Vertrag und erhielt die venia legendi für die Fächer Staats- und Verwaltungsrecht, Europarecht und Rechtsvergleichung.
Bereits ein Jahr hatte Röhl einen Lehrstuhl an der Universität Gießen vertreten, danach folgten noch Lehrstuhlvertretungen an den Universitäten Freiburg und Konstanz. Seit 2004 hat er den ordentlichen Lehrstuhl für Staats- und Verwaltungsrecht, Europarecht und Rechtsvergleichung an der Universität Konstanz inne. Von 2006 bis 2009 war Röhl Dekan der Rechts-, Wirtschafts- und Verwaltungswissenschaftlichen Sektion der Universität Konstanz.

## Veröffentlichungen (Auswahl)
- Der Wissenschaftsrat - Kooperation zwischen Wissenschaft, Bund und Ländern und ihre rechtlichen Determinanten. Nomos, Baden-Baden 1994, ISBN 978-3-7890-3480-0. (Dissertation)
- Hans Christian Röhl & Clemens Ladenburger: Die materielle Präklusion im raumbezogenen Verwaltungsrecht. Duncker & Humblot, Berlin 1997, ISBN 978-3-428-09206-2.
- Wissen - Zur kognitiven Dimension des Rechts. Duncker & Humblot, Berlin 2010, ISBN 978-3-428-13330-7.
- Klaus F. Röhl & Hans Christian Röhl: Allgemeine Rechtslehre. 3. Auflage. Vahlen, München 2008, ISBN 978-3-8006-4722-4. (4. Auflage für 2017)